# Apokopa (proces fonetyczny)
Apokopa (gr. ἀποκοπή apokopḗ „odcięcie”, od ἀποκόπτω apokóptō „odcinać”) – proces fonetyczny polegający na zaniku głoski lub głosek w wygłosie (na końcu wyrazu). W szczególności dotyczy nieakcentowanych samogłosek, np. pol. tak ze staropolskiego tako. Współcześnie apokopa występuje m.in. w języku włoskim, w którym przymiotnik grande zostaje skrócony do gran, gdy występuje przed rzeczownikiem: Gran Bretagna. Apokopa występuje również przy zapożyczaniu wyrazów: łac. octo → rum. opt (osiem). Odwrotnością apokopy jest paragoga.

## Zastosowania
Apokopa zastosowana w celach artystycznych w utworze literackim należy do słowotwórczych środków stylistycznych.